# Le Sommeil des Amazones
 (juillet 2025).
Pour plus de détails, voir Fiche technique et Distribution.
Le Sommeil des Amazones est un court métrage belge réalisé par Bérangère McNeese, sorti en 2015. 

## Distribution
- Sophie Breyer : Camille
- Stéphane Caillard : Lena
- Judith Williquet : Julie
- Lou Bohringer : Nora
- Olivia Smets : Pauline
- Guillaume Duhesme : homme du métro